# Цајтгајст: Корак напред
Цајтгајст: Корак напред (енгл. Zeitgeist: Moving Forward) је трећи филм Питера Џозефа из серијала филмова Цајтгајст. Овај филм се, као и претходна два, бави проблемима данашњег друштва и решењима тих проблема. Филм је премијерно приказан 15. јануара 2011. године у више од 60 земаља.. 26. јануара исте године филм је био доступан на интернету и до јула 2012 филм је на интернету погледало више од 17 милиона људи.

## Радња
Филм је ради прегледности подељен на 4 дела. 

### Људска природа
Први део, „Људска природа“ бави се проучавањем прилагођености људског понашања на околину која га окружује. Стручњаци из области психологије, који говоре у овом делу, тврде да генетичка основа и људска природа нису узрок данашњих девијантних понашања, већ да узрок треба тражити у спољним факторима који утичу на човека.

### Социјална патологија
У другом делу се анализира садашњи систем и његова неодрживост. Прати се ток новца и његово стварање, као и дугови који се константно увећавају са циљем да одрже данашњи систем. У филму се тврди да на овим дуговима зарађује изузетно мали број људи док остали подвргавају новонасталом дужничком ропству. Гледаоци се у овом делу упознају и са терминим „планске застарелости“. То значи да су одређени производи дизајнирани тако да се после одређеног времена кваре, што захтева куповину нових.

### Пројекат Земља
У овом делу преедствављени су Жак Фреско и Венус пројекат. Замишљена је ненасељена планета идентична Земљи. Затим се постепено анализирају људске потребе и, у складу са њима и са технолошким могућностима, развија се нова цивилизација. Таква цивилизација не би користила новчану економију већ економију засновану на ресурсима. Ова нова цивилизација била би дизајнирана тако да сиромаштво, дугови, полиција, затвори, војска и политика постану ствар прошлости. У овом делу такође је анализиран један од градова будућности које је дизајнирао Жак Фреско.

### Успон
У последњем делу филма вршено је поређење Венус пројекта са осталим друштвеним системима прошлости. Затим се скреће пажња на еколошке проблеме који прете опстанку наше врсте. Филм се завршава приказом скупова људи широм света који избацију сав свој новац испред банака.